# Palca (distrito de Tarma)
Palca é um distrito do peru, departamento de Junín, localizada na província de Tarma.

## Transporte
O distrito de Palca é servido pela seguinte rodovia:
- PE-22B, que liga a cidade de Chanchamayo ao distrito de Paccha
- JU-103, que liga o distrito à cidade de Jauja[1][2][3]